# Nationaal park Écrins
Nationaal park Écrins (Frans: Parc national des Écrins) is een nationaal park in Frankrijk. Het eerste natuurreservaat in deze regio werd gesticht in 1913 als het Parc National de la Bérarde. Na samenvoeging van grote natuurgebieden ontstond in 1973 het grote "Parc des Écrins".
Het nationale park omvat het Écrinsmassief en beslaat inmiddels meer dan 90.000 hectare en heeft rondom een beschermde zone van nog eens 180.000 hectare. Het ligt in het departementen Isère, regio Auvergne-Rhône-Alpes, en het departement Hautes-Alpes, regio Provence-Alpes-Côte d'Azur, tussen de steden Gap, Briançon en Grenoble.
Vooral bekend zijn de sinds 2003 sterk teruglopende gletsjers, zoals de "Glacier de la Girose" (bereikbaar per kabelbaan vanuit La Grave), de "Glacier de la Meije", en de bekendste, goed toegankelijke "Glacier Blanc".
De hoogste toppen van het park zijn Barre des Écrins (4102 m), La Meije (3982 m), Ailefroide (3954 m), Mont Pelvoux (3946 m) en Pic Sans Nom (3913 m).

## Gebied
De volgende gemeenten en voormalige gemeenten liggen in het gebied:
Ancelle, Aspres-lès-Corps, Bénévent-et-Charbillac, Besse-en-Oisans, Buissard, Chabottes, Champcella, Champoléon, Chantelouve, Châteauroux-les-Alpes, Chauffayer, Clavans-en-Haut-Oisans, Crots, Embrun, Entraigues, Freissinières, L'Argentière-la-Bessée, La Chapelle-en-Valgaudémar, La Grave, La Motte-en-Champsaur, Lavaldens, Le Bourg-d'Oisans, Le Monêtier-les-Bains, Le Périer, Les Costes, Les Infournas, Les Vigneaux, Mizoën, Mont-de-Lans, Orcières, Oris-en-Rattier, Ornon, Oulles, Pelvoux, Prunières, Puy-Saint-Vincent, Puy-Saint-Eusèbe, Puy-Sanières, Réallon, Réotier, Saint-Apollinaire, Saint-Bonnet-en-Champsaur, Saint-Christophe-en-Oisans, Saint-Clément-sur-Durance, Saint-Eusèbe-en-Champsaur, Saint-Firmin, Saint-Jacques-en-Valgodemard, Saint-Jean-Saint-Nicolas, Saint-Julien-en-Champsaur, Saint-Léger-les-Mélèzes, Saint-Maurice-en-Valgodemard, Saint-Michel-de-Chaillol, Savines-le-Lac, Valbonnais, Valjouffrey, Vallouise, Vénosc, Villar-d'Arêne, Villard-Notre-Dame, Villard-Reymond, Villar-Loubière.

## Trektochten
De GR54 is een trektocht door het park, om de hoogste toppen heen. De GR50 blijft net buiten de grenzen van het nationale park.

## Afbeeldingen

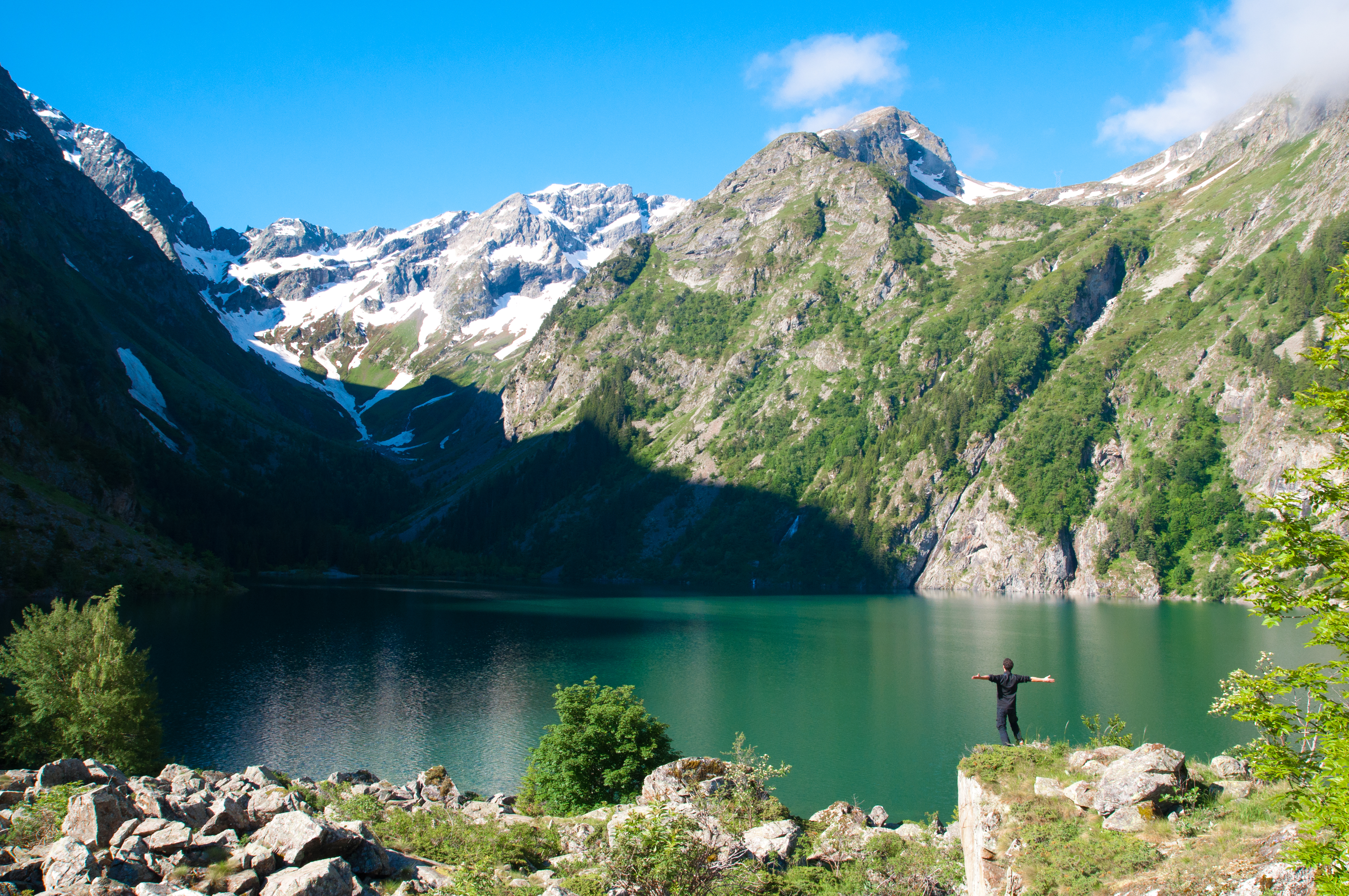
Lac du Lauvitel
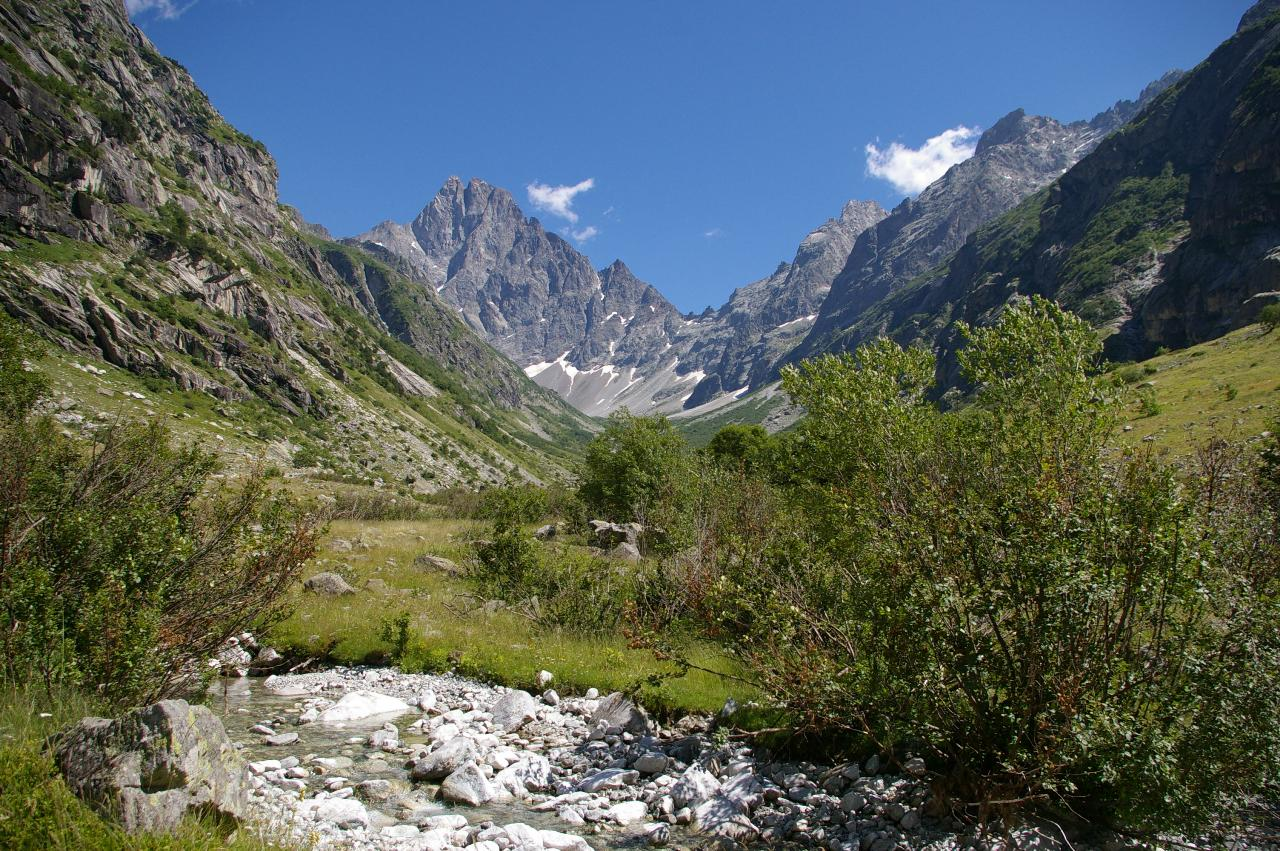
De Olan (3564 meter)
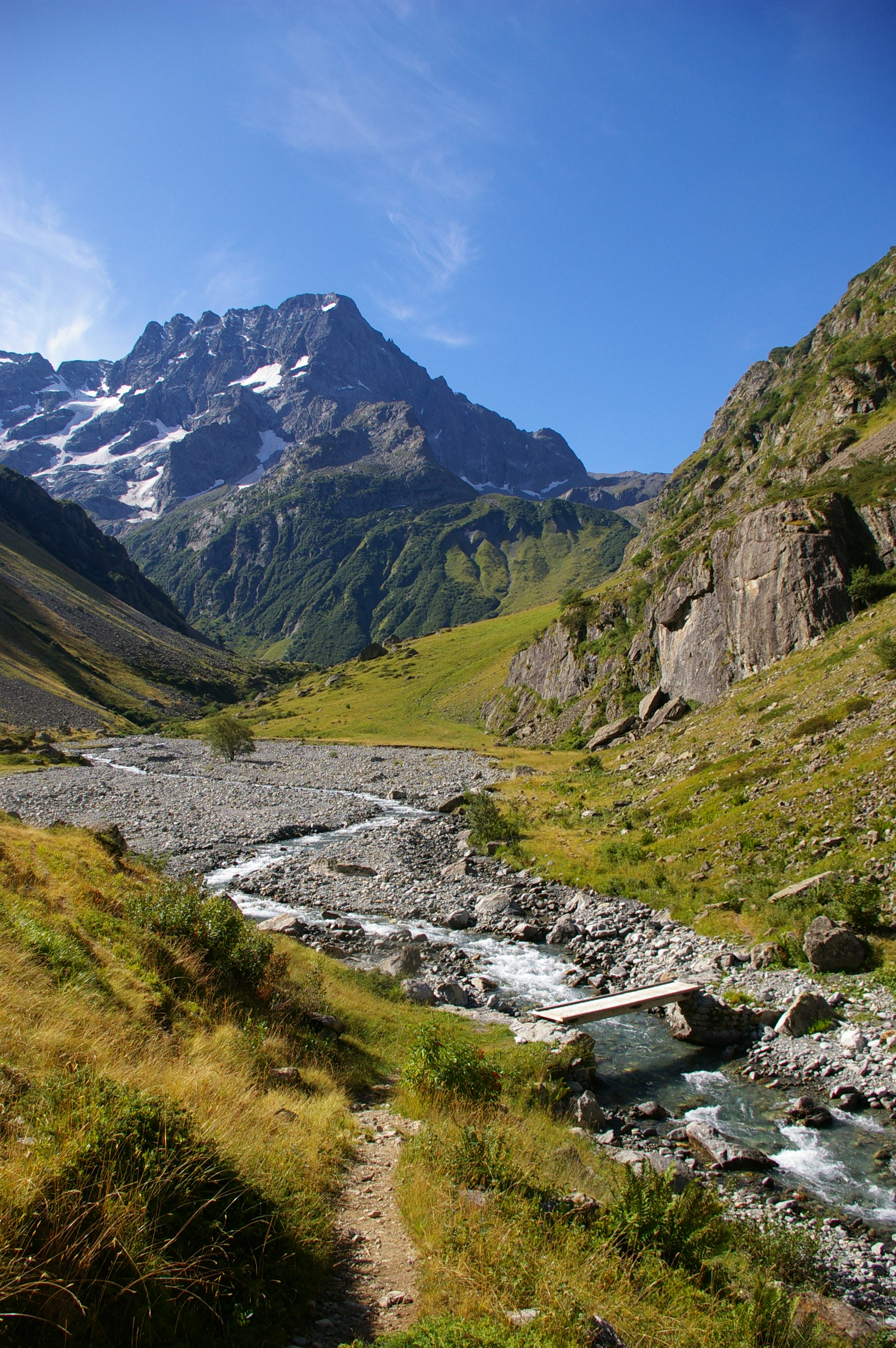
Op de route naar de Refuge de Vallonpierre
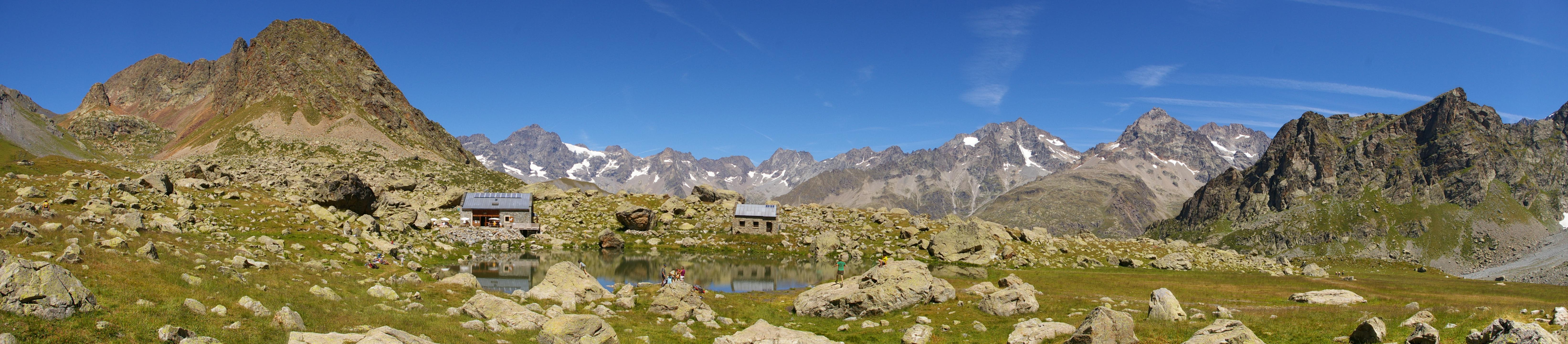
Gezicht op de Refuge de Vallonpierre (2271 meter)
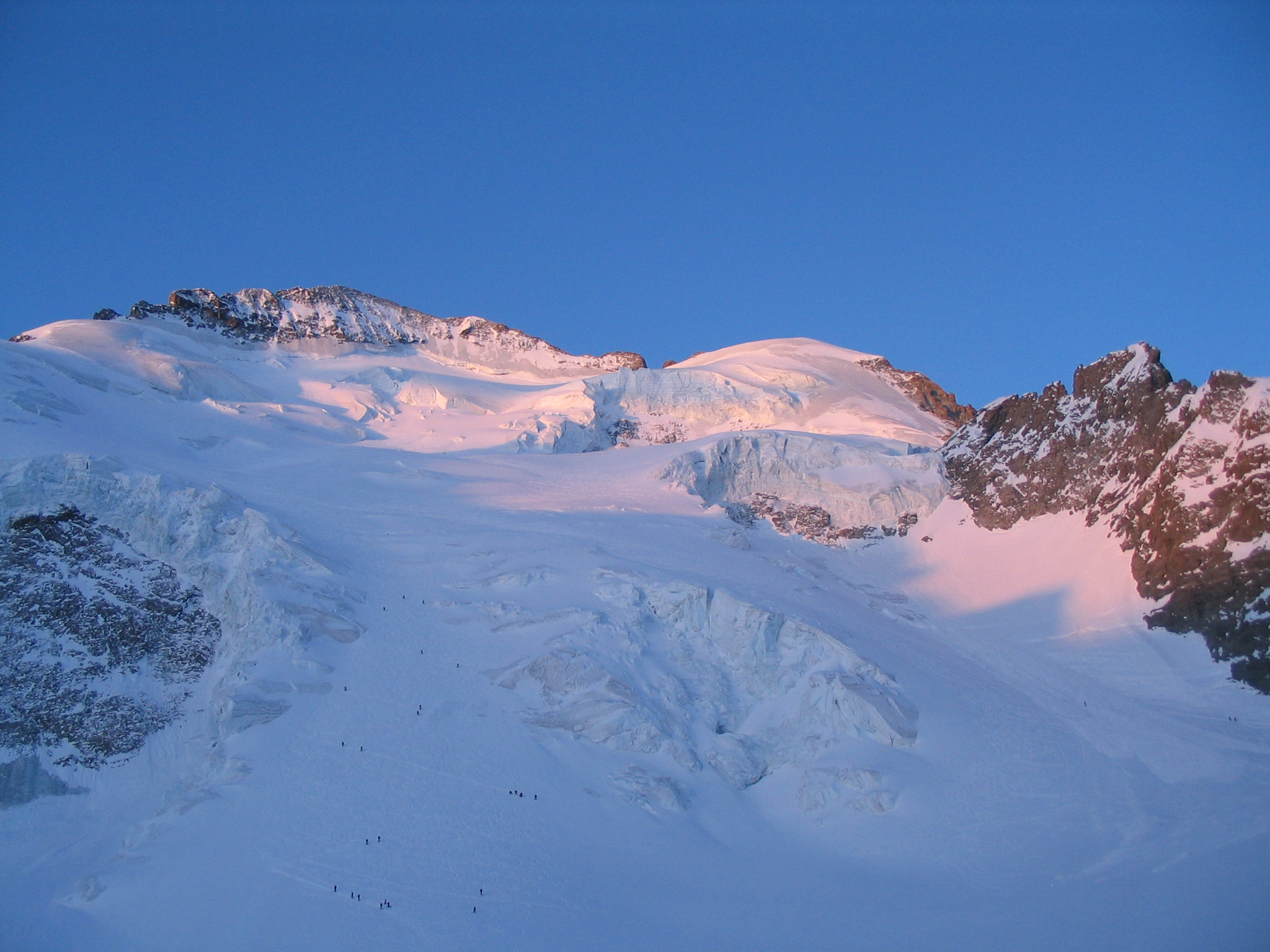
Barre et dome des Écrins
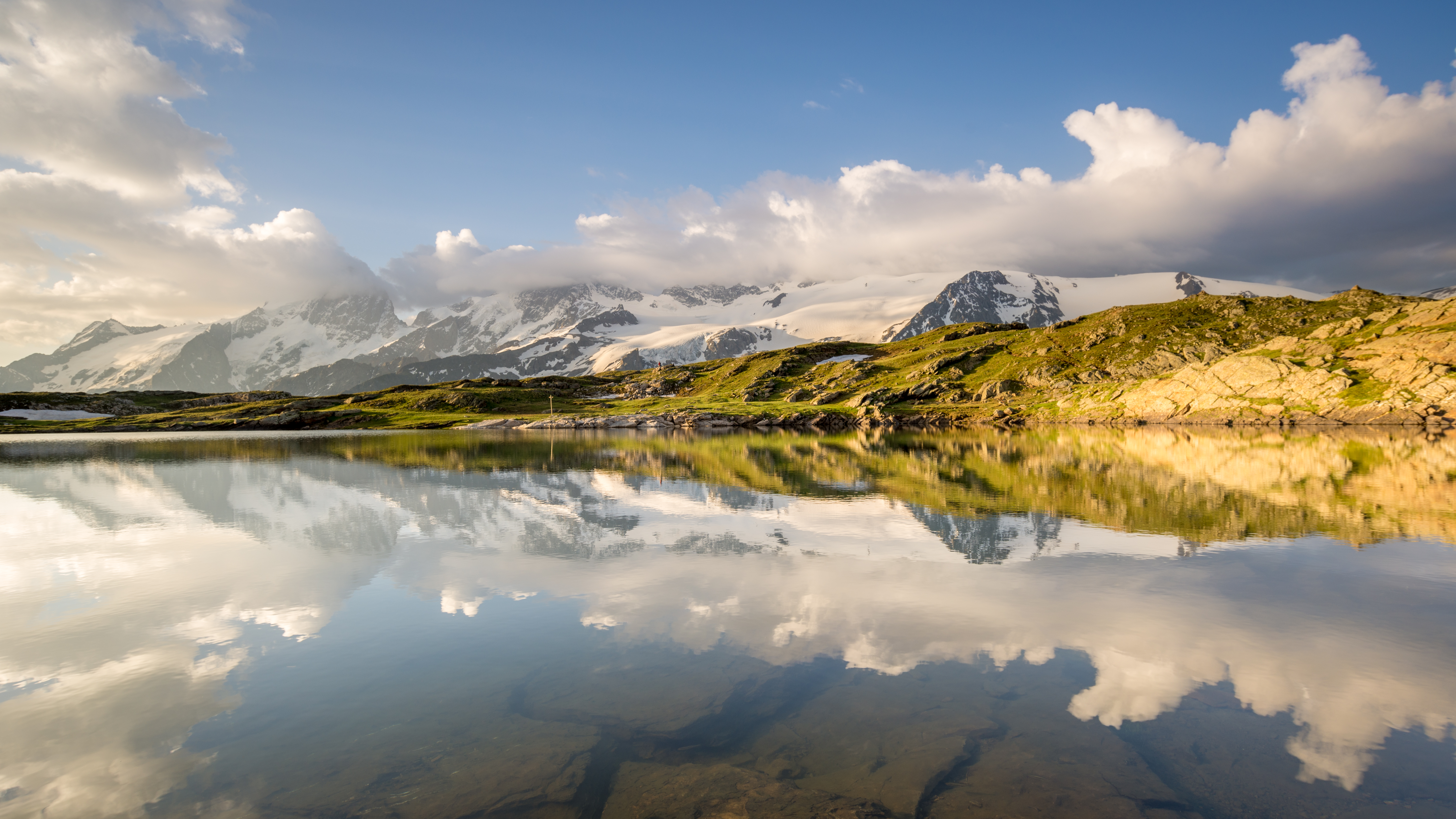
Plateau d'Emparis
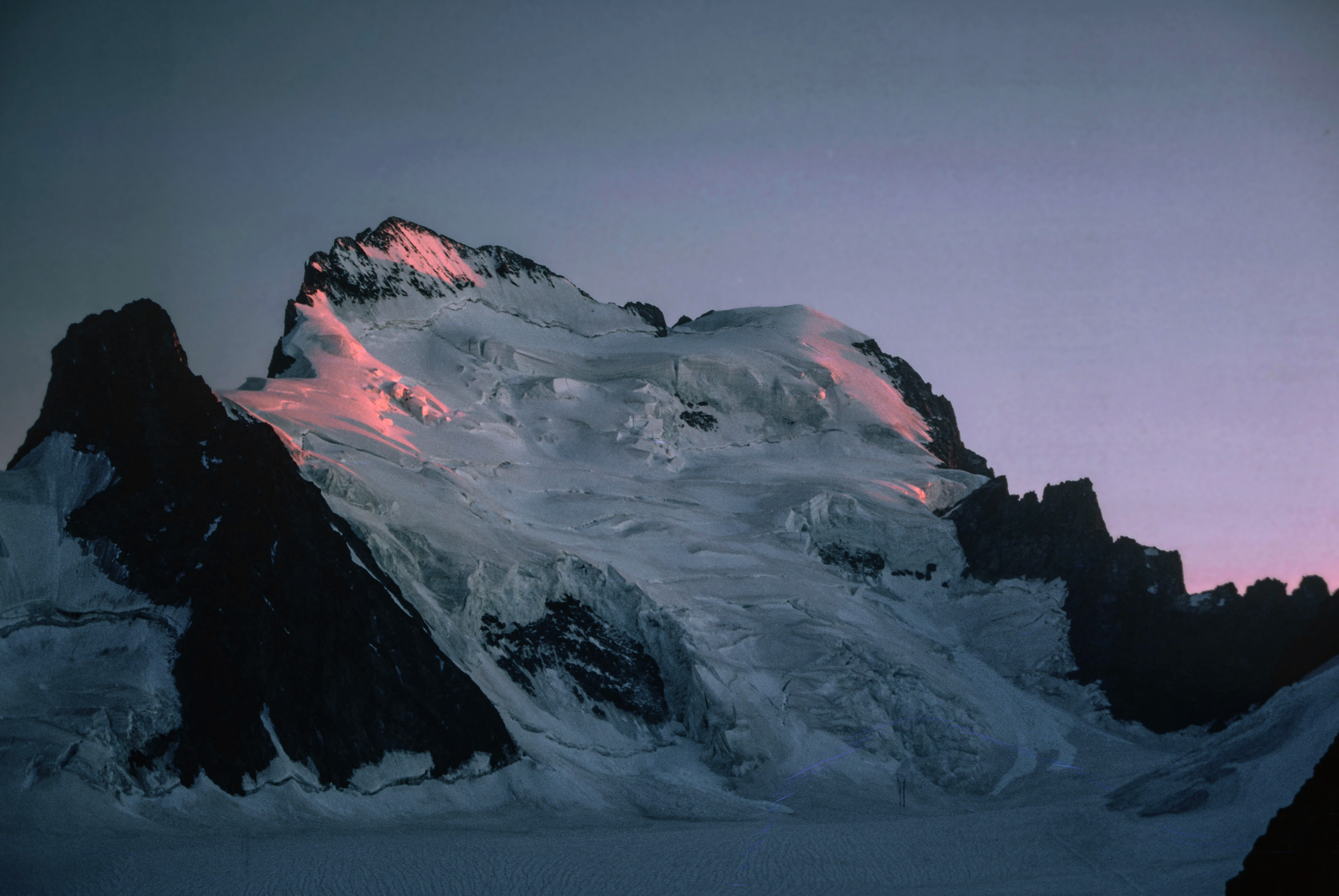
Barre des Écrins